# 南关岭站 (国铁)
南关岭站位于辽宁省大连市甘井子区南关岭街道，是沈大铁路、旅顺支线南堡联络线、甘井子支线上的车站。车站由中国铁路沈阳局集团大连车务段管辖，不办理客运业务，货运办理整车发到业务，设有通往中央储备粮大连直属库、沈阳局集团大连工务段、大连货运中心南关岭东二和南关岭货场的专用线。

## 历史
南关岭站作为中长铁路南段（长春-旅顺）车站于1903年7月开站。1907年满铁将原中长铁路支线南关岭至大连区间改为南满铁路正线，南关岭至旅顺区间改编为旅顺支线。由于既有大连港铁水联运设施不敷应用，满铁于1928年8月修建往甘井子码头的甘井子支线，1930年7月1日建成营业:161,267,273。
1951年12月复建至革镇堡站的联络线；1960年，南甘线又实现复线化:267,273。
为减轻原大连北编组站的负担，1984年车站开建上下行编组场，1986年竣工:370。建成后的南关岭编组站设有2个站场，其中上行场16股道，下行场18股道，主要办理周水子、甘井子和旅顺支线方向的车流。
2001年金州编组站作为哈大铁路电气化工程的一部分建成投用，南关岭站因失去原有作用，开始拆除部分股道。拆除后车站下行场保留2条正线、5条到发线和3条调车线；上行场除沈大正线外，设有2条南甘正线、3条调车线。
哈大高速铁路工程计划在本站东侧2公里处建设新大连站（现大连北站），同时借用本站站场修建大连动车运用所，并修建南关岭左、右线特大桥连接周水子站。2012年2月，哈大客专大连枢纽列控改造，车站上行方向接入大连北站。
2015年4月8日原经停本站的6333/6334次列车停运，车站停办客运业务。2014年8月份起车站利用既有货运设施建设南关岭快运物流基地，2016年9月建成。